# Nimbapanchax
Nimbapanchax là một chi cá trong họ Aplocheilidae ở châu Phi của bộ cá chép răng, chúng là các loài bản địa của những vùng nước ngọt nhiệt đới ở Tây Phi.

## Các loài
Hiện hành có các loài sau đây được ghi nhận trong chi này:
- Nimbapanchax jeanpoli (Berkenkamp & Etzel, 1979) (Jeanpol's killi)
- Nimbapanchax leucopterygius Sonnenberg & Busch, 2009
- Nimbapanchax melanopterygius Sonnenberg & Busch, 2009
- Nimbapanchax petersi (Sauvage, 1882)
- Nimbapanchax viridis (Ladiges & Roloff, 1973)